# اقتصاد کاخی
اقتصاد کاخ‌محور یا اقتصاد بازتوزیع یک سیستم سازماندهی اقتصادی است که در آن سهم قابل توجهی از ثروت به کنترل یک اداره متمرکز، مثلاً کاخ، درآمده و از آنجا به دسترسی عموم مردم می‌رسد. ممکن است به مردم اجازه داده شود منابع درآمد خود را داشته باشند، اما همچنان همگان بایستی به بازتوزیع ثروت توسط کاخ متکی باشند. به‌طور سنتی، چنین اقتصادی بر این اصل توجیه می‌شد که کاخ بیشترین توانایی را در توزیع کارآمد ثروت به نفع جامعه دارد. اقتصاد معبد یا اقتصاد معبد-دولت مفاهیم مشابهی هستند.
قدمت مفهوم توزیع اقتصادی حداقل به عصر ظهور فراعنه بازمی‌گردد. مردم‌شناسان به بسیاری از این سیستم‌ها اشاره کرده‌اند، از سیستم‌های قبیله‌ای که درگیر اقتصادهای معیشتی مشترک از انواع مختلف هستند تا تمدن‌های پیچیده، مانند امپراتوری اینکاها، که بخش‌هایی از اقتصاد را به روستاهای خاصی اختصاص می‌دادند. ماهیت این ایده این است که یک اداره مرکزی تولید را برنامه‌ریزی می‌کند، عناصری از جمعیت را برای اجرای آن تعیین می‌کند، کالاها و خدمات ایجاد شده را جمع‌آوری می‌کند و آن‌ها را دوباره بین تولیدکنندگان توزیع می‌کند.